# Институт по зоология
Институтът по зоология при Българската академия на науките съществува от 1947 до 1 юли 2010 г., когато заедно с Института по ботаника и Централната лаборатория по обща екология са обединени в Института по биоразнообразие и екосистемни изследвания.

## История
Институтът е създаден наред с Геологическия институт, Института по ботаника и Природонаучния музей при БАН. Всички те произлизат от Естествено-историческия музей на Н. В. Царя на Българите. Занимава се е с научни изследвания в областта на зоологията. Основните му дейности са изучаване на българската фауна, човешкото влияние върху нея и методите за нейното опазване. Някои изследвания са по-широкообхватни и включват фауната на Балканския полуостров и Палеарктика. Директори на Института по зоология, просъществувал 63 години, са били последователно: акад. Иван Буреш, проф. Кръстю Тулешков, д-р Нено Атанасов, проф. Георги Паспалев, чл.-кор. Александър Вълканов, чл.-кор Ботю Ботев, проф. Васил Големански, проф. Младен Живков и проф. Параскева Михайлова.

## Организация
В състава на Института влизат пет секции с 13 специализирани лаборатории.
- Таксономия, фаунистика и зоогеография
- Хидробиология
- Протозоология
- Биология и екология на сухоземните животни
- Експериментална зоология

Обособени са и няколко специализирани звена функциониращи към института:
- Българска орнитологическа централа
- Биологична експериментална база „Калимок“ в района на р. Дунав
- Планинска теренна база в района на Рила планина
- Химическа лаборатория
- Фотолаборатория

### Библиотека
Библиотеката на института разполагала с 15 000 тома книги и над 27 000 тома научни списания и поредици. Това я правила най-богатата специализирана библиотека на Балканите.

### Колекции
Животинските колекции на Института включвали повече от 1 600 000 препарати и екземпляри от насекоми, хромозомни микроскопски препарати, черепи и кожи от бозайници и птици, спиртни препарати от риби и др.

## Публикации

### Активни поредици (до закриването му)
- Фауна на България – поредица описваща българската фауна с публикувани 28 тома
- Acta zoologica bulgarica – списание на английски език, публикувано три пъти годишно в България и чужбиина
- Catalogus faunae bulgaricae – поредица на английски език с публикувани 6 тома
- Bird Ringing Bulletin – поредица за птиците с издадени 11 тома
- Bulgarian Antarctic Research. Life Sciences – биологически изследвания на Антарктика с публикувани 5 тома

### Прекъснати поредици
- Известия на Зоологическия институт при БАН. София, БАН – от 1951 до 1960 г., т. 1 – 9;
- Известия на Зоологическия институт с музей. София, БАН – от 1961 до 1974 г., т. 10 – 41;
- Хидробиология. София, БАН – от 1975 до 1996 г., т. 1 – 40;
- Екология. София, БАН – от 1975 до 1994 г., т. 1 – 26;
- Орнитологически информационен бюлетин. София, БАН – от 1977 до 1988 г., кн. 1 – 24;
- Трудове на Института по зоология. София, БАН – от 1950 до 1960 г., т. 1 – 8.

### Други
Институтът по зоология е публикувал и множество други издания включващи 21 сборника с научни статии и доклади от конференции, 26 монографии, учебници, книги, пет библиографии на български зоолози и др.